# Ghiacciaio Coxe
Il ghiacciaio Coxe (Coxe Glacier) è un ghiacciaio situato nell'Alaska (Stati Uniti) sud-centrale situato nel Census Area di Valdez-Cordova).

## Dati fisici
Il ghiacciaio si trova all'estremità nord-occidentale della Foresta Nazionale di Chugach (Chugach National Forest). Il suo orientamento più o meno è nord-est / sud-ovest e nasce nel gruppo montuoso Chugach (lato nord-occidentale). La fronte del ghiacciaio finisce nel braccio di mare "Barry Arm" che si trova nello Stretto di Prince William (Prince William Sound). Il ghiacciaio, lungo circa 10 km e largo mediamente 1 km, si forma a circa 1 600 m s.l.m. e scorre ai lati dei monti Coville (Coville Mount) e Emerson (Emerson Mount), ed è più o meno parallelo al ghiacciaio Barry (barry Glacier).
Altri ghiacciai vicini al Coxe sono:
| Nome del ghiacciaio | Quota alle coordinate indicate (m s.l.m.) | Coordinate             | Distanza e direzione dal ghiacciaio |
| ------------------- | ----------------------------------------- | ---------------------- | ----------------------------------- |
| Barry Glacier       | 1 115                                     | 61°13′06″N 148°00′40″W | 8 km verso nord                     |
| Cascade Glacier     | 1 047                                     | 61°08′45″N 148°11′06″W | 9 km verso ovest                    |
| Holyoke Glacier     | 1 302                                     | 61°09′59″N 147°57′36″W | 5 km verso nord-est                 |
| Barnard Glacier     | 1 175                                     | 61°10′38″N 147°56′04″W | 7 km verso nord-est                 |
| Serpentine Glacier  | 553                                       | 61°07′41″N 148°16′02″W | 10 km verso ovest                   |

Il ghiacciaio è circondato dai seguenti monti (tutti appartenenti al gruppo montuoso del Chugach):
| Nome del monte   | Altezza (m s.l.m.) | Coordinate             | Distanza e direzione dal ghiacciaio |
| ---------------- | ------------------ | ---------------------- | ----------------------------------- |
| Mount Emerson    | 1 446              | 61°07′02″N 148°01′02″W | 1 km verso sud-est                  |
| Mount Coville    | 1 310              | 61°07′11″N 148°04′07″W | 1 km verso sud-est                  |
| Mount Doran      | 1 057              | 61°01′11″N 148°14′22″W | 11 km verso sud-ovest               |
| Mount Gilbert    | 2 682              | 61°10′21″N 148°16′06″W | 13 km verso ovest                   |
| Mount Curtis     | 1 152              | 61°04′34″N 148°05′40″W | 8 km sud                            |
| Globemaster Peak | 2 724              | 61°12′53″N 148°12′09″W | 12 km verso nord-ovest              |

## Storia
Il ghiacciaio, in tempi moderni, quando fu visto nel 1905 era collegato al ghiacciaio Barry e presentavano una fronte comune di 75 metri. Ma già nel 1910 il ritiro dei ghiacciai incominciava a separare i due ghiacciai e la fronte era di solo 37 metri. La separazione definitiva fu del 1913. In seguito la ritirata del ghiacciaio è stata continua per tutta la seconda metà del XX secolo. L'assottigliamento del fronte ha prodotto ampie esposizioni rocciose lungo entrambi i margini laterali del ghiacciaio. Nei primi anni '90 il ghiacciaio Coxe aveva una lunghezza di 11 km con un'area di 20 km² e una larghezza alla base di 1,1 km (l'area di ablazione era di circa 5 km²).
Il ghiacciaio fu nominato nel 1910 da U. S. Grant e D. F. Higgins, due dipendenti del U.S. Geological Survey (USGS), in ricordo del reverendo William Coxe, che nel 1780 pubblicò un resoconto delle scoperte russe in Alaska.

## Accessi e turismo
Il ghiacciaio è visibile dal braccio di mare chiamato "Barry Arm" ed è raggiungibile solamente via mare da Whittier (50 km circa) a da Valdez (oltre 150 km circa). Durante la stagione turistica sono programmate diverse escursioni via mare da Whittier per visitare il ghiacciaio e quelli vicini.

## Immagini del ghiacciaio

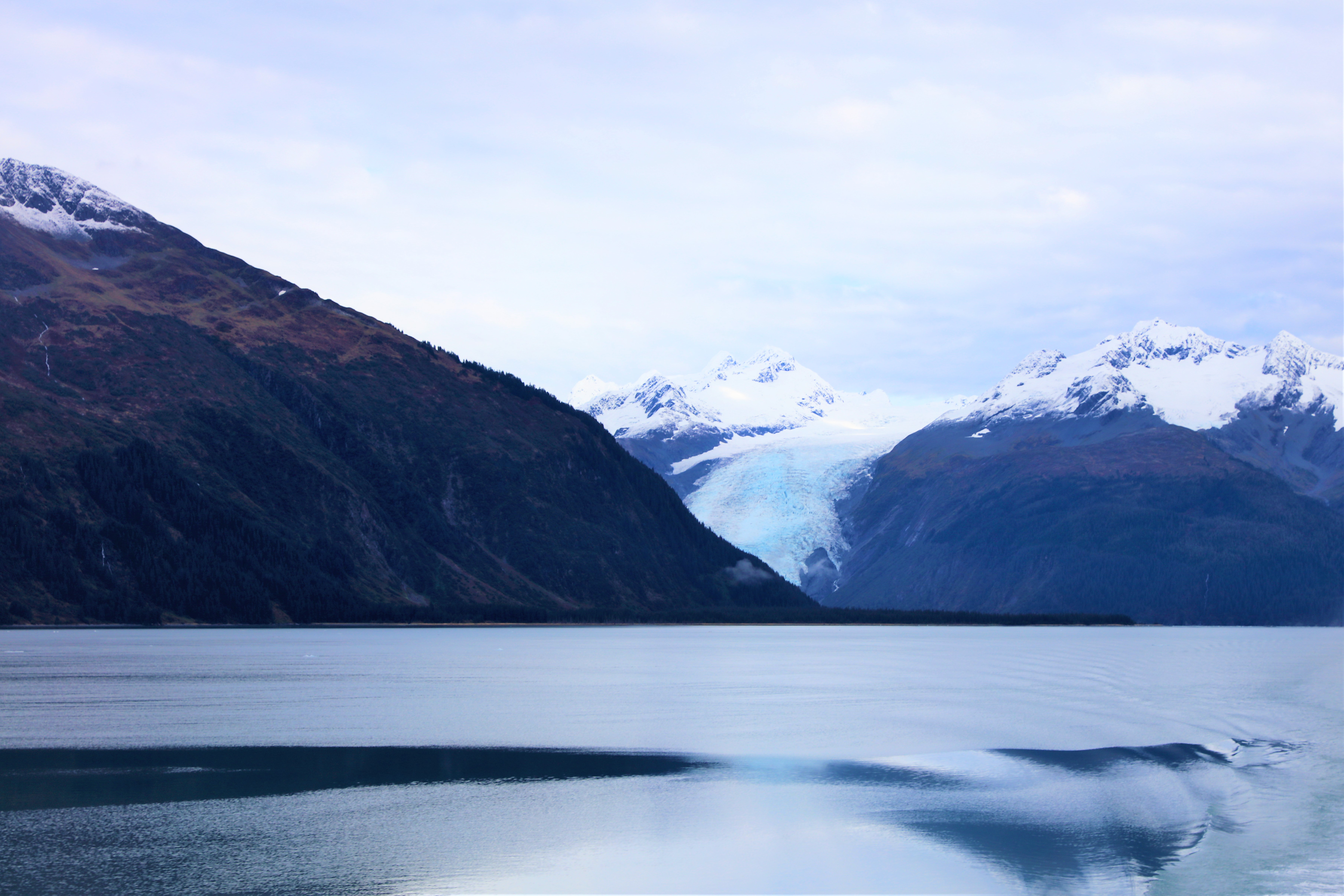
Il ghiacciaio visto dal braccio di mare Barry Arm (a destra del ghiacciaio il monte Coville)
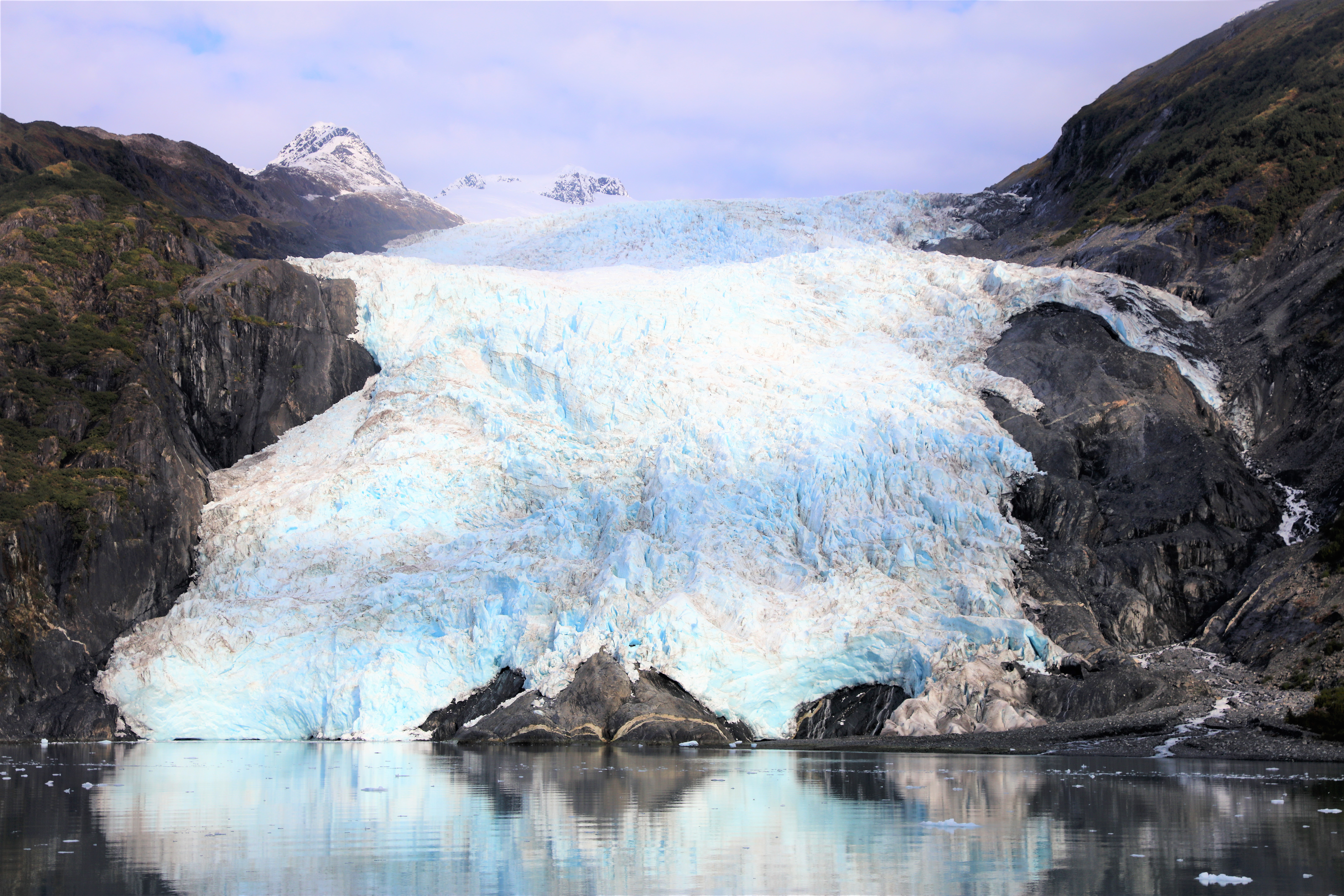
La base del ghiacciaio
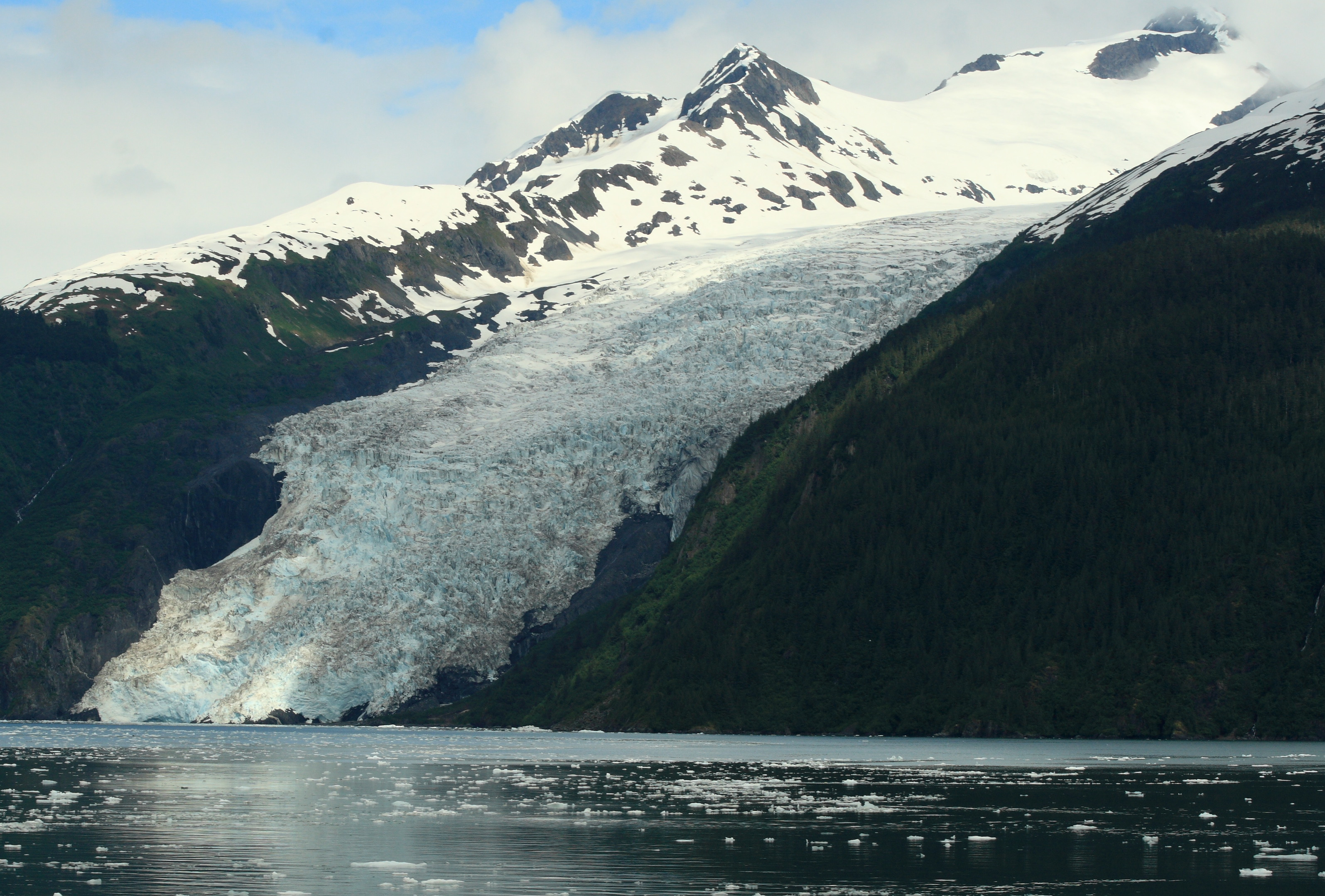
Vista laterale
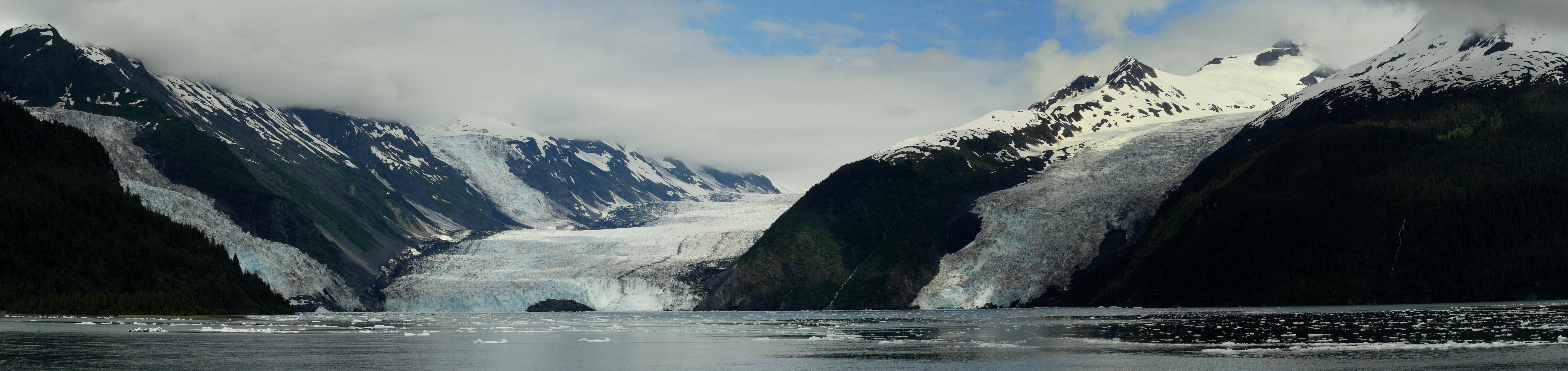
I ghiacciai Cascade, Barry e Coxe

### Particolari del ghiacciaio

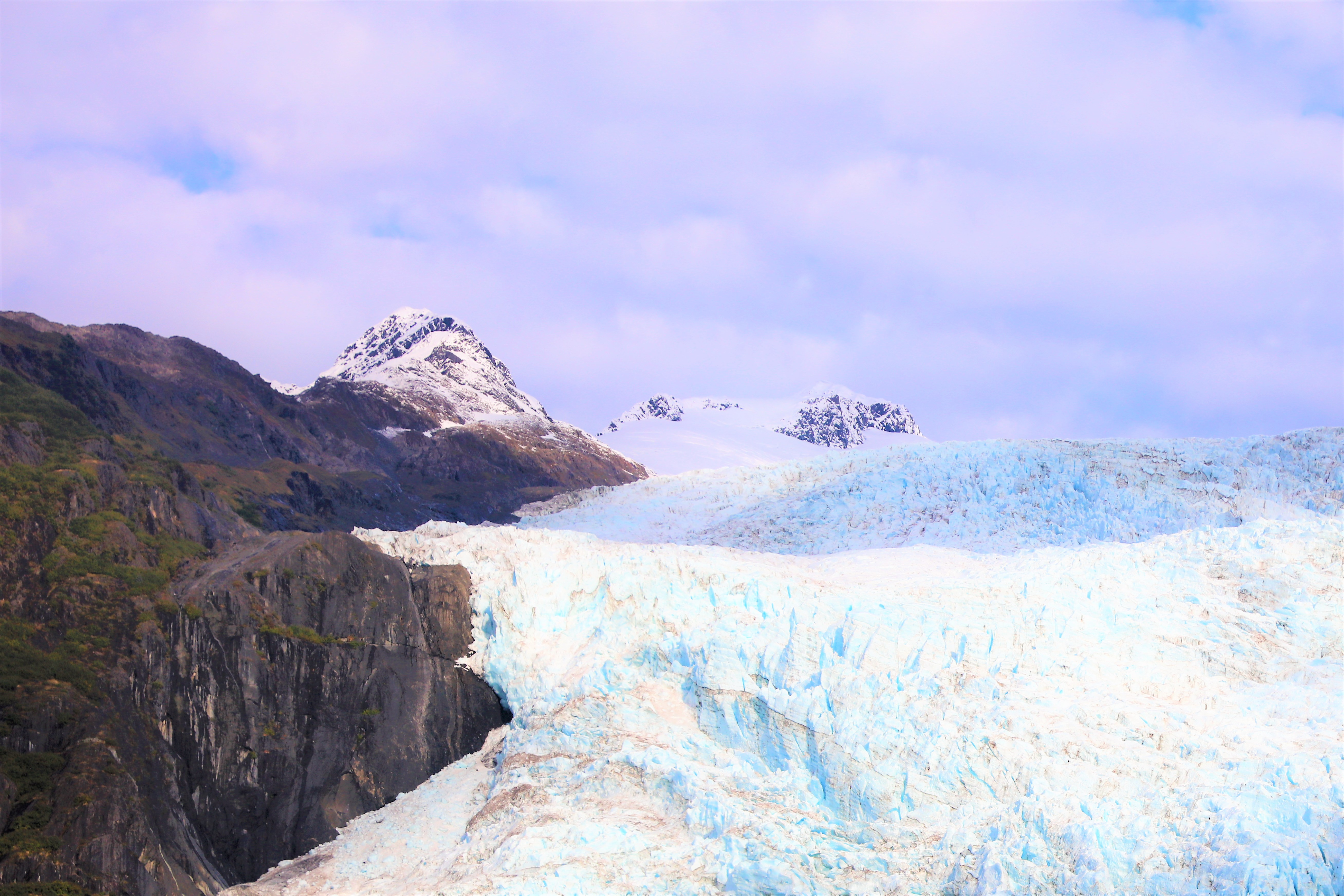
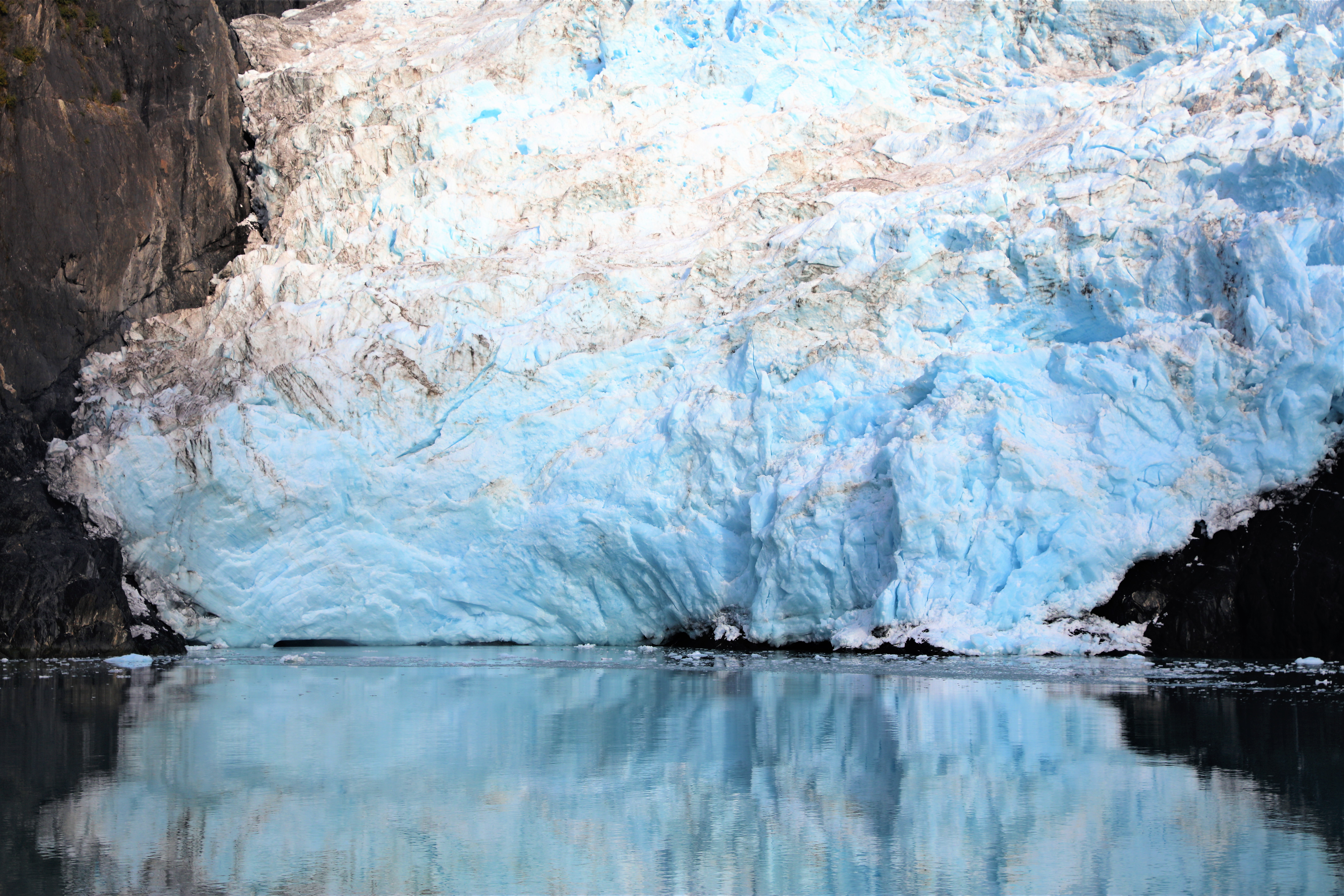
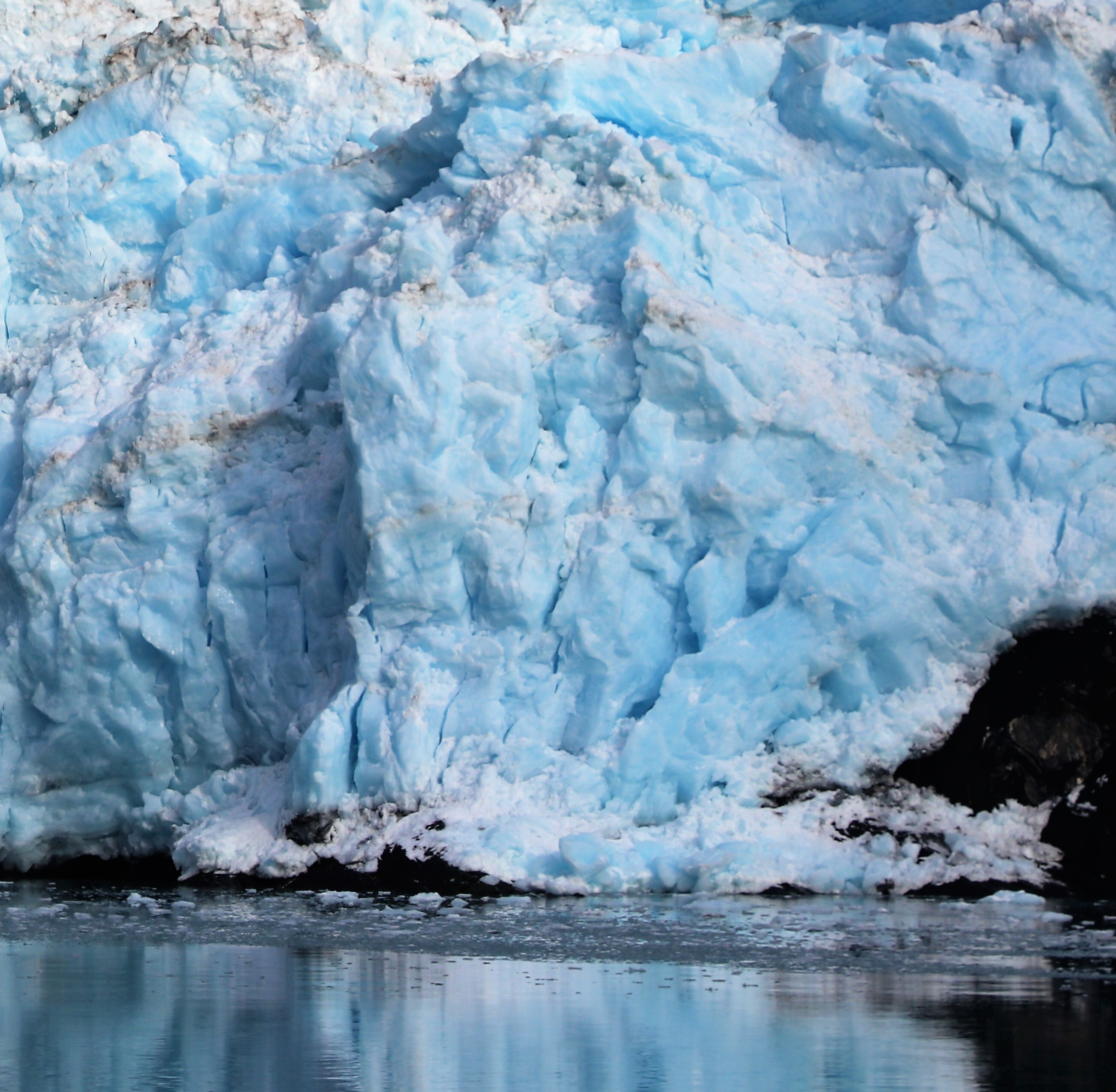
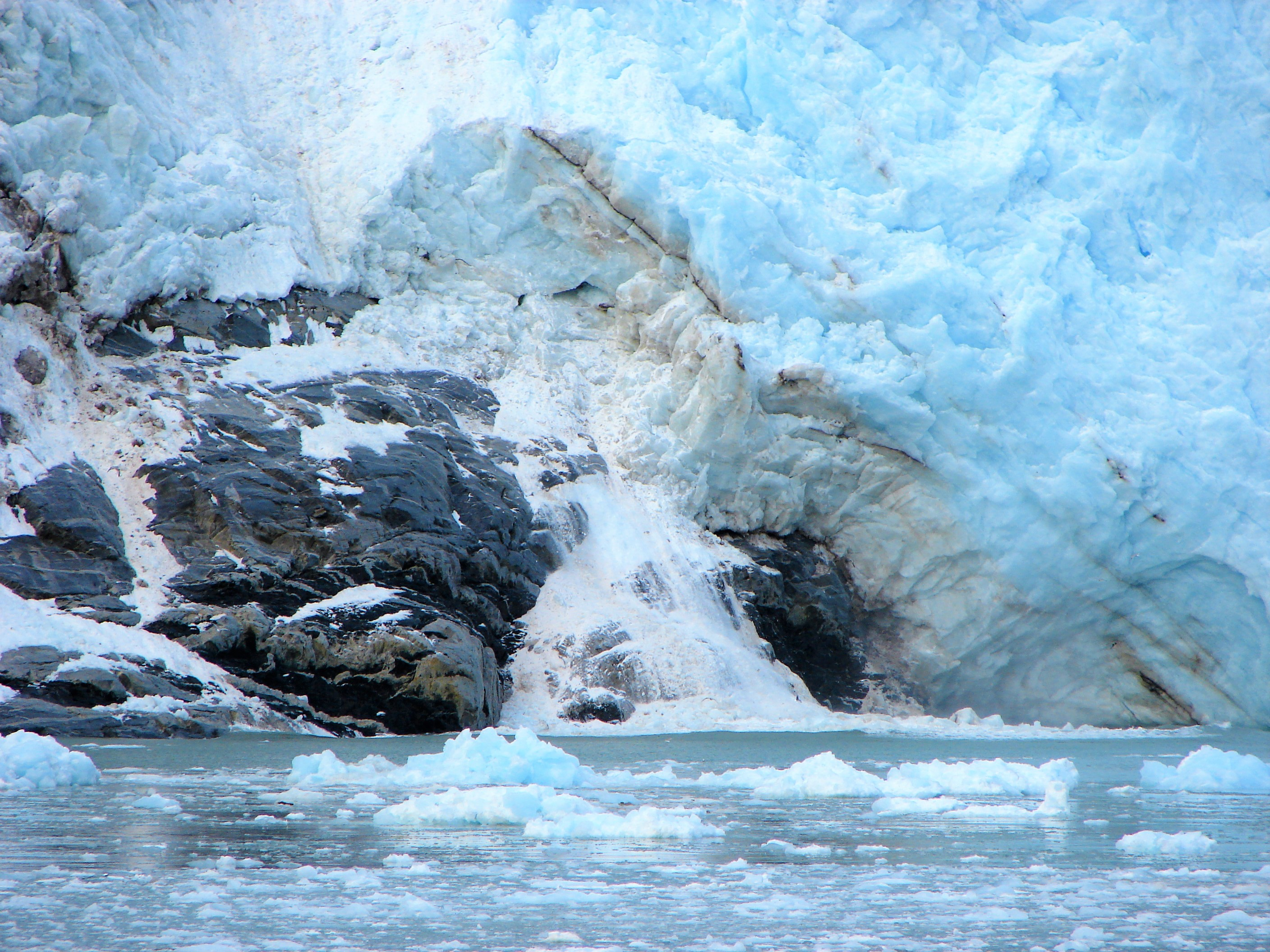
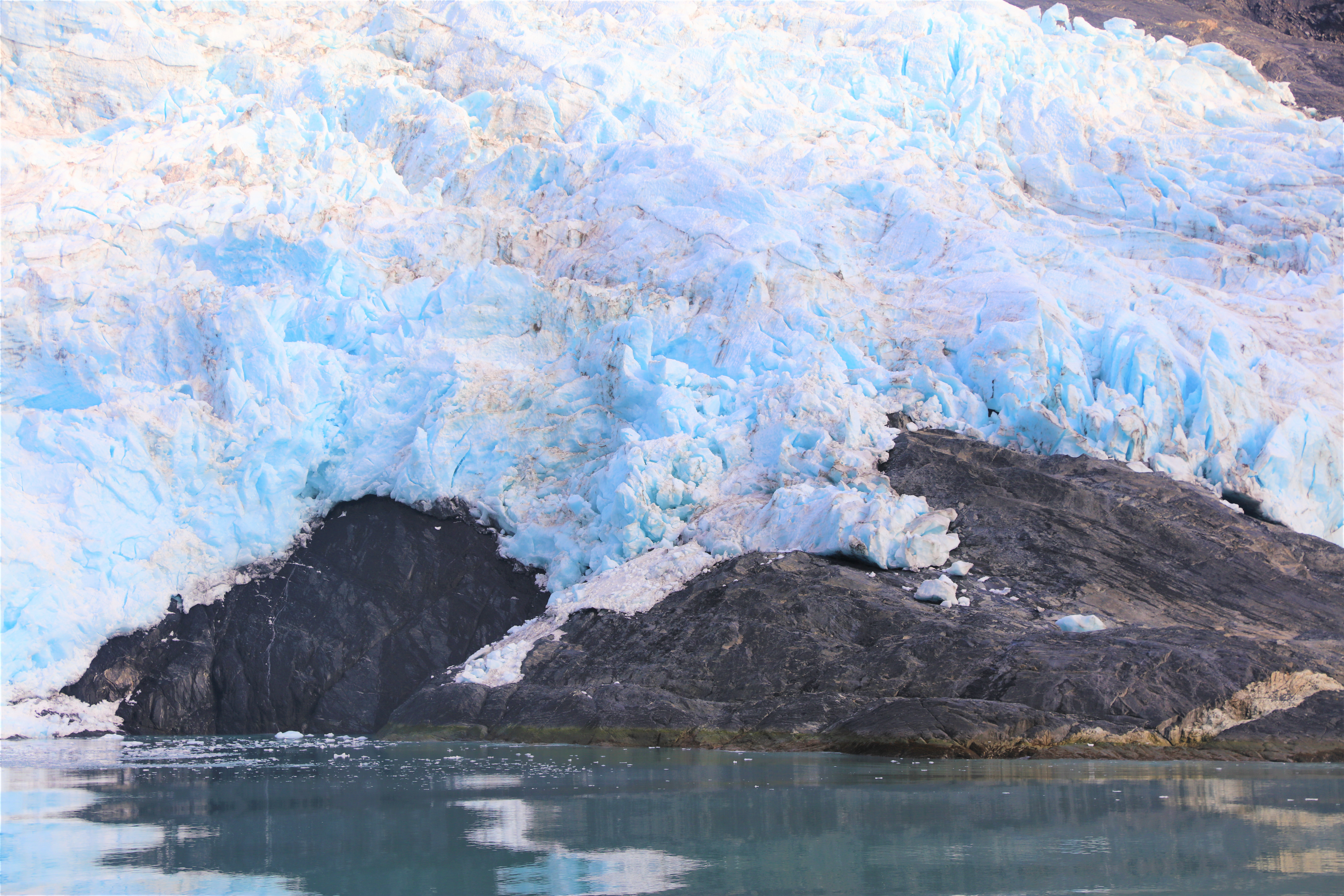
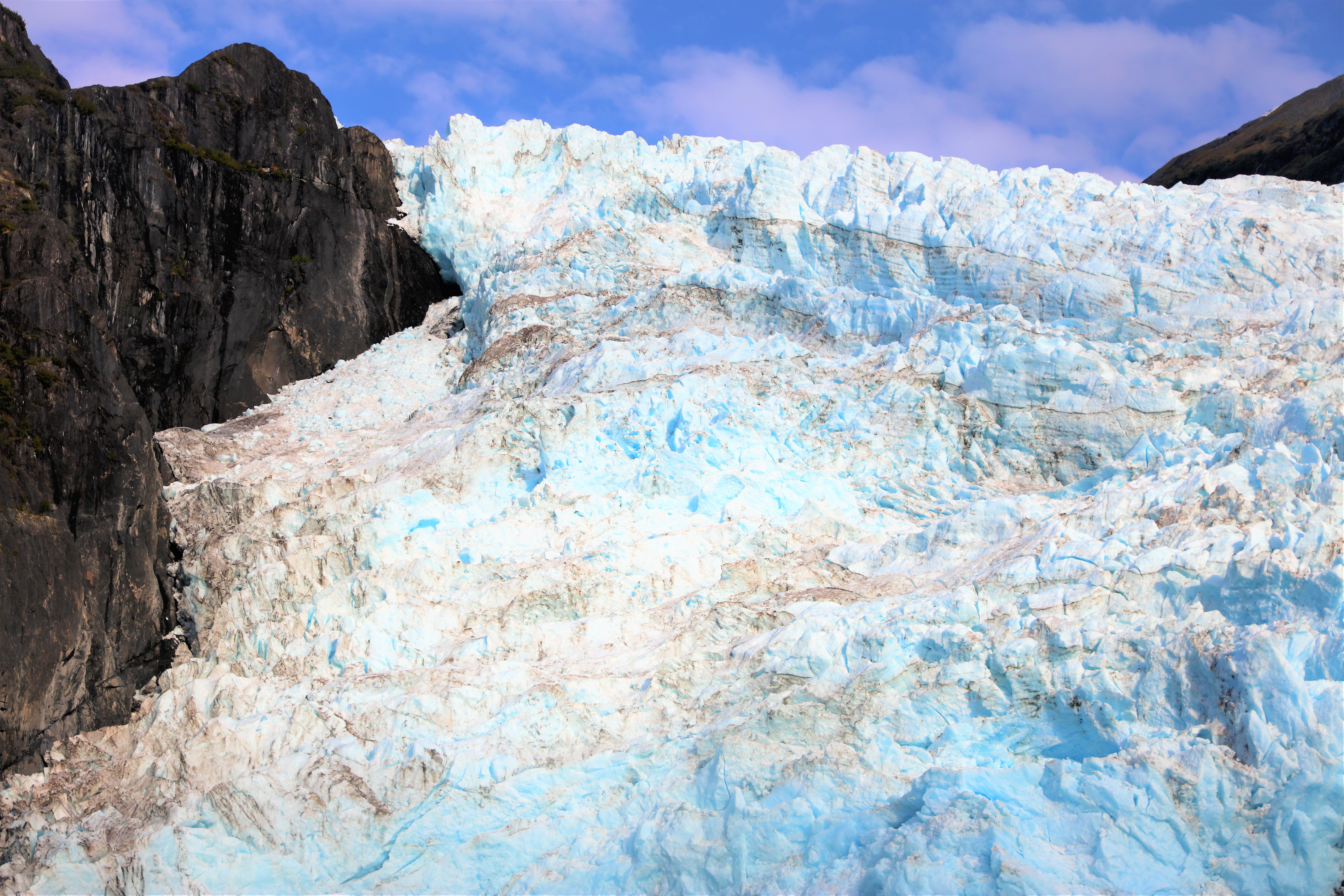